# La Frontera (Santa Cruz de Tenerife)
La Frontera er en by og kommune i det sydvestlige Spanien på øen El Hierro i provinsen Santa Cruz de Tenerife, De Kanariske Øer. Den har et indbyggertal på 4.528 (2024) indbyggere.
La Frontera er den vestligste kommune i Spanien og den tredje sydligste.